# Jeff Levy
Jeff Levy (Salt Lake City, Utah, 1970. december 9. –) amerikai jégkorongozó, kapus.

## Pályafutása
Komolyabb junior karrierjét az USHL-es Rochester Mustangsban kezdte 1989-ben. A következő évben már a University of New Hampshire-en tanult és játszott az egyetem csapatában. A következő szezont is itt játszotta le. Az 1990-es NHL-drafton a Minnesota North Stars választotta ki a hetedik kör 134. helyén. A National Hockey League-ben sosem játszott. Felnőtt karrierjét az ECHL-es Dayton Bombersban kezdte meg de itt mindössze egyetlenegy mérkőzésen léphetett jégre, mert átkerült az IHL-es Kalamazoo Wingsbe. A következő szezonban már sokkal több mérkőzést játszott a Dayton Bombersben és mindössze kettőt a Kalamazoo Wingsben. 1994–1995-ben az ECHL-es Huntington Blizzardban játszott. Ebben az idényben rollerhokizott is a Phoenix Cobrasban. Négy szezon szünet után visszatért a jégkoronghoz. Az ECHL-es Jacksonville Lizard Kingsben kezdett játszani. 2000–2001-ben a WPHL-es El Paso Buzzardsban folytatta pályafutását. Egy évvel később a csapat a CHL-be került és ő ment velük. Újabb szünet, ezúttal egy évnyi. 2003–2005 között a CHL-es Rio Grande Valley Killer Beesben védett.

## Díjai
- USHL az év kapusa: 1990
- NCAA (Hockey East) Második All-American Csapat: 1991
- NCAA (Hockey East) All-Rookie Csapat: 1991
- NCAA (Hockey East) az év újonca: 1991
- NCAA (Hockey East) All-Tournament Csapat: 1992